# Уйка

Уйка — река в России, протекает в Тёмкинском районе Смоленской области. Левый приток Угры. Вдоль течения реки расположены деревня Вязищи Вязищенского сельского поселения и деревня Шашурки Павловского сельского поселения Тёмкинского района.

## География
Река Уйка берёт начало в водохранилище у деревни Шашурки. Устье реки находится в 159 км по левому берегу реки Угра. Длина реки составляет 22 км.

## Данные водного реестра
По данным государственного водного реестра России относится к Окскому бассейновому округу, водохозяйственный участок реки — Угра от истока и до устья, речной подбассейн реки — Бассейны притоков Оки до впадения Мокши. Речной бассейн реки — Ока.
По данным геоинформационной системы водохозяйственного районирования территории РФ, подготовленной Федеральным агентством водных ресурсов:
- Код водного объекта в государственном водном реестре — 09010100412110000020972
- Код по гидрологической изученности (ГИ) — 110002097
- Код бассейна — 09.01.01.004
- Номер тома по ГИ — 10
- Выпуск по ГИ — 0